# Klucz 4
Klucz 4, oznaczający „ukośnik” – jeden z sześciu kluczy Kangxi składających się z jednej kreski.
W słowniku Kangxi pod tym kluczem umieszczono 33 ze wszystkich 40 000 znaków.
Klucz 4 jest jedną z ośmiu podstawowych kresek znaku 永, który stanowi podstawę nauki kaligrafii chińskiej.

## Znaki zawierające klucz 4
| Kreski                 | Znak                    |
| ---------------------- | ----------------------- |
| bez dodatkowych kresek | 丿乀 乁                 |
| 1 dodatkowa kreska     | 乂 乃 乄                |
| 2 dodatkowe kreski     | 久 乆 乇 么 义 乊 之 乡 |
| 3 dodatkowe kreski     | 乌 乏                   |
| 4 dodatkowe kreski     | 乍 乎 乐                |
| 5 dodatkowych kresek   | 丢 乑（眾） 乒 乓 乔    |
| 6 dodatkowych kresek   | 乕                      |
| 7 dodatkowych kresek   | 乖                      |
| 8 dodatkowych kresek   | 乗                      |
| 9 dodatkowych kresek   | 乘                      |